# Adam Kszczot

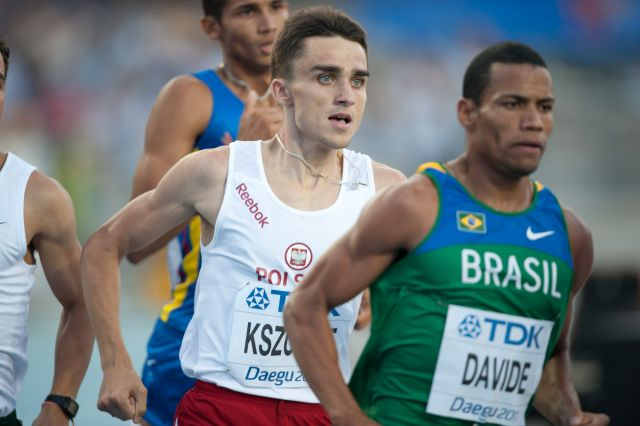
Adam Kszczot vid VM i Daegu 2011.

Adam Kszczot, född den 2 september 1989, är en polsk friidrottare som tävlar i medeldistanslöpning.
Kszczot hade som junior stora framgångar på främst 800 meter. Vid junior-EM 2007 blev han trea och vid junior-VM 2008 blev han fyra. 
Hans första mästerskap som senior var inomhus-EM 2009 då han slutade på fjärde plats. Han deltog vid VM 2009 i Berlin där han blev utslagen i semifinalen. Hans första seniormedalj vann han vid inomhus-VM 2010 då han slutade på tredje plats. Vid EM 2010 i Barcelona vann Kszczot brons på distansen 800 meter.

## Personliga rekord
- 800 meter - 1.43,30